# Брентвуд (Лос-Анджелес)
Бре́нтвуд (англ. Brentwood) — район в западной части Лос-Анджелеса, штат Калифорния, США.

## История
Современное развитие района началось после создания в 1880-х годах «Тихоокеанского филиала национального дома инвалидов солдат и матросов» площадью 600 акров (2,4 км2). За западными воротами этого учреждения возникла небольшая община, получившая название Вестгейт. Аннексированные городом Лос-Анджелесом 14 июня 1916 года, 49 квадратных миль Вестгейта (130 км2) включали большую часть того, что сейчас является Тихоокеанским палисадом, и небольшую часть сегодняшнего Бель-Эйра. 
Местные традиции включают в себя Майское дерево, устанавливаемое каждый год на лужайке школы Archer School for Girls. 
В 1994 году в Брентвуде были убиты Николь Браун Симпсон и Рональд Гольдман, недалеко от таунхауса Николь на Банди-драйв. Бывший муж Николь, футболист и актер О. Джей Симпсон, был оправдан по обвинению в убийстве, но позже был признан виновным. Новые владельцы снесли дом Симпсон и построили новую резиденцию.

## География

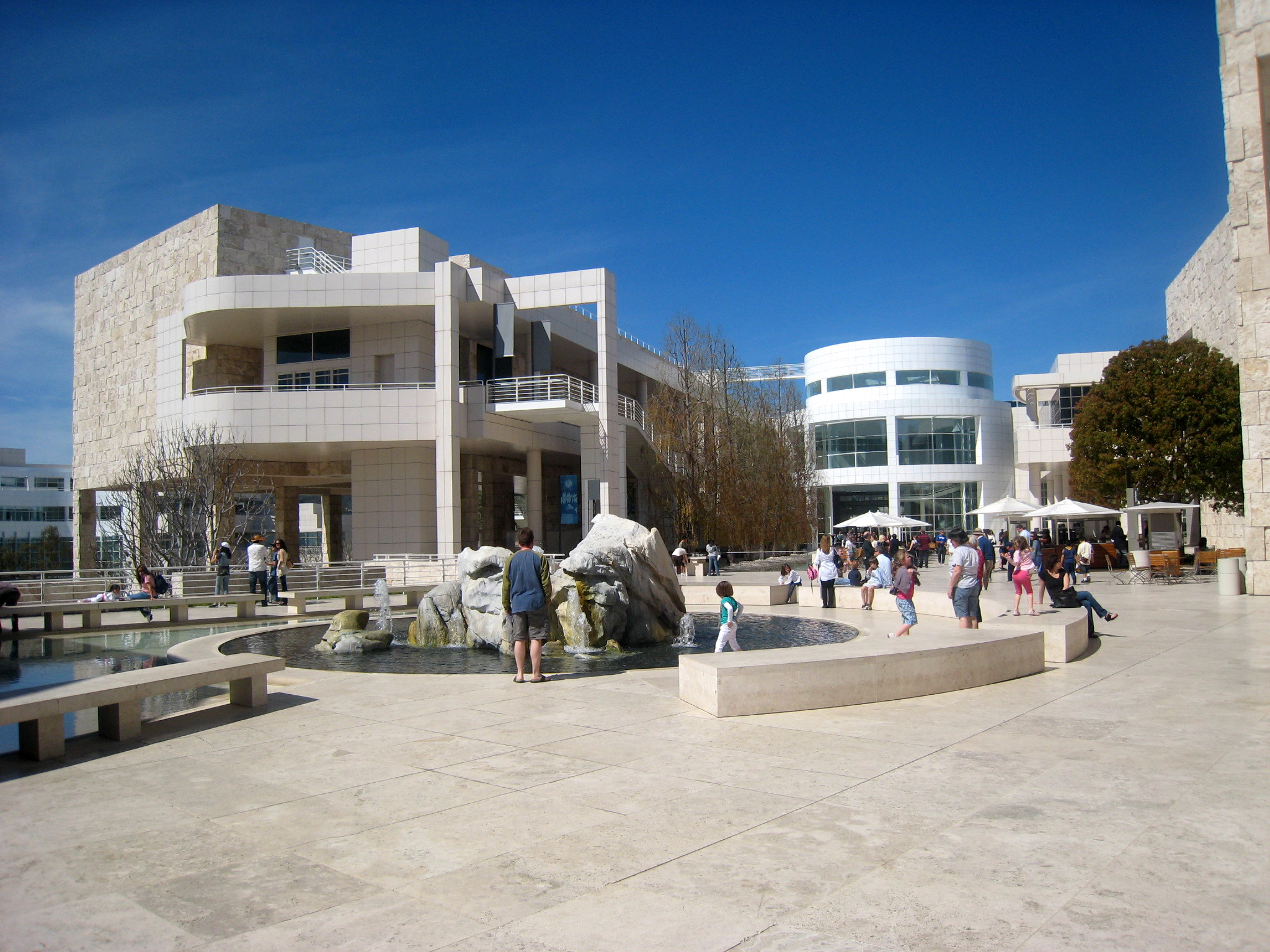
Центр Гетти открылся на высотах Брентвуда в 1997 году.

### Границы
Район расположен у подножия гор Санта-Моника, ограниченный автострадой Сан-Диего на востоке, бульваром Уилшир на юге, городской чертой Санта-Моники на юго-западе, тропой Салливан-Каньон/Вестридж на Западе и Малхолланд-драйв на севере.

### Климат
Брентвуд, как и близлежащая Санта-Моника, имеет умеренный климат, на который влияют морские бризы Тихого океана. Топография обычно делится на два символа, разделенных бульваром Сансет, район к северу от Сансета определяется хребтами и каньонами гор Санта-Моника и расположен в зоне, обозначенной очень высокой степенью пожарной опасности. В районе к югу от Сан-Висенте есть подземный источник, который пузырится в небольшой ручей вдоль оврага рядом с загородным клубом Брентвуд.

## Демография
Согласно переписи населения США 2000 года на территории Брентвуда 31 344 жителя. В 2008 году население города увеличилось до 33 312 человек. С 2010 года население постепенно перемещается к северу от бульвара Сан-Висенте.
Брентвуд приложил значительные усилия для создания инклюзивного жилищного фонда, причем 49% жителей живут в домах на одну семью и 51% - в многоквартирных жилых домах. По состоянию на июнь 2020 года 20% многоквартирных домов Брентвуда имели право на получение кредитов Fannie Mae, а стартовая цена однокомнатных квартир находилась в пределах 100 долларов США от ваучеров HUD в Лос-Анджелесе, что позволяло жителям с разным уровнем дохода найти жилье в этом районе.

## Достопримечательности

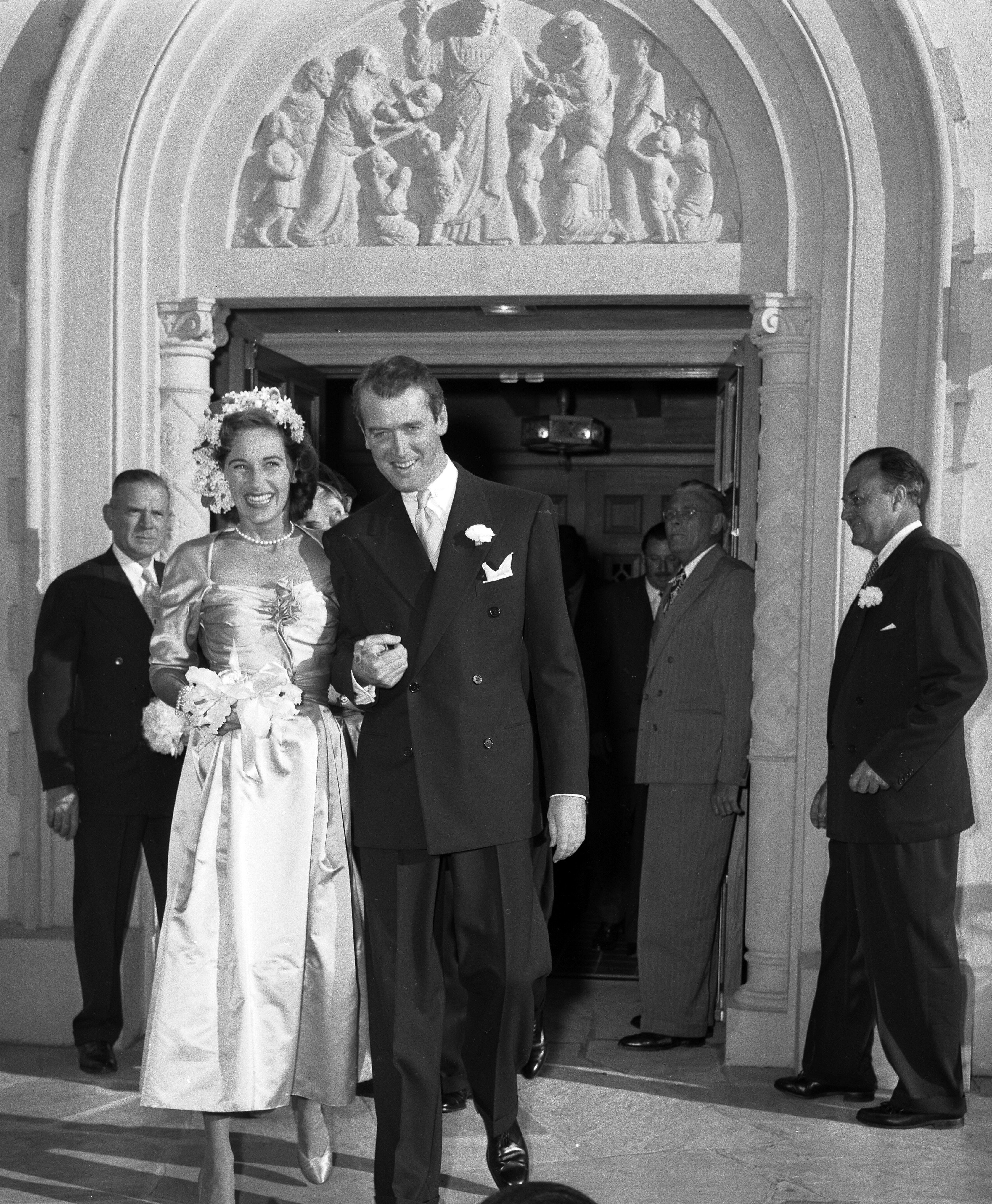
Брентвудская пресвитерианская церковь была местом свадьбы актера Джеймса Стюарта и Глории Маклин в 1949 году.

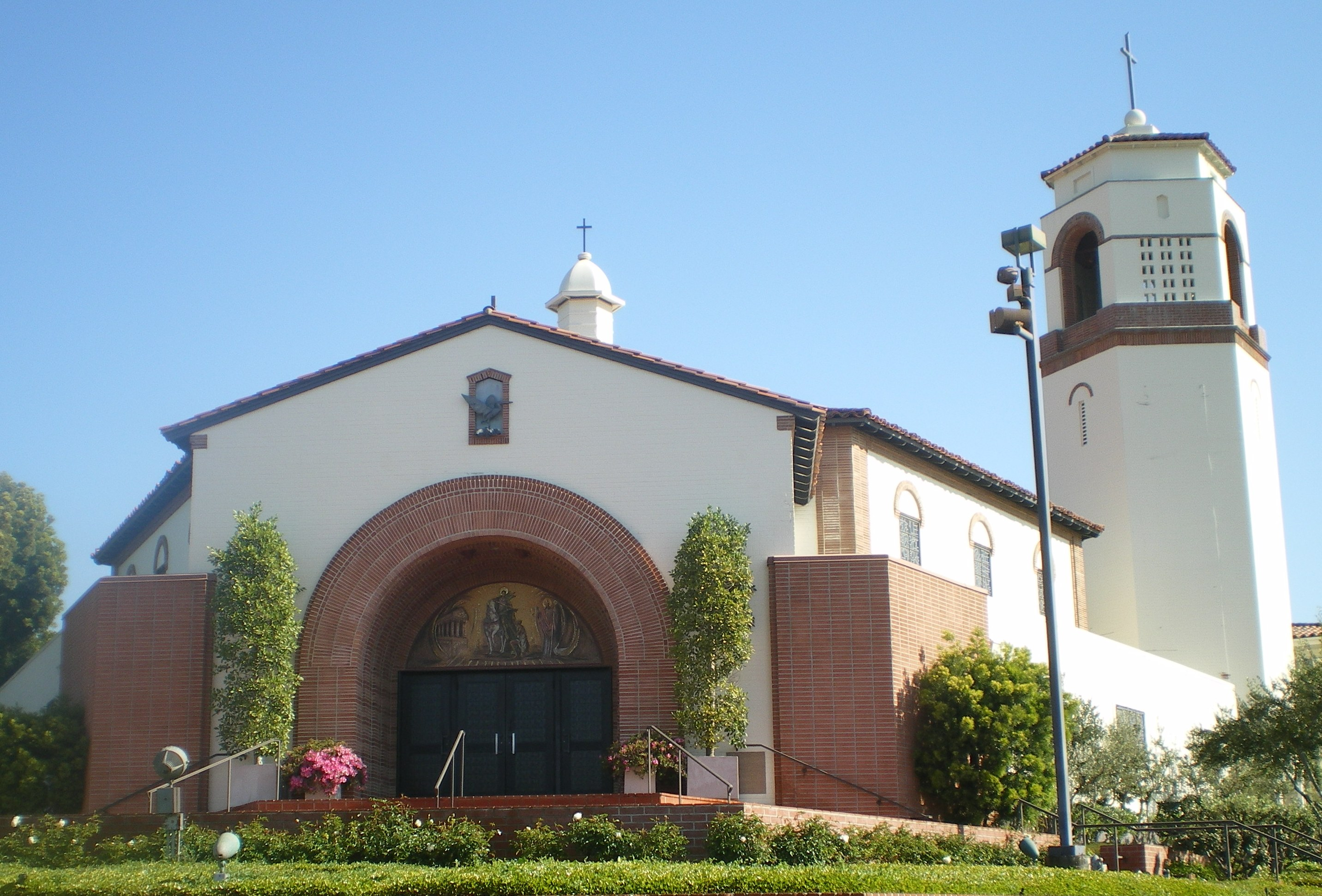
Католическая церковь Святого Мартина Турского, Бульвар Сансет, 11967.

В Брентвуде есть несколько жилых микрорайонов:
- Брентвуд Серкл — закрытое сообщество к востоку от Баррингтона и к северу от Сансета, которое было создано, когда был построен Музей Гетти.
- Брентвуд-Глен — район, ограниченный Сансетом, автострадой 405 и администрацией ветеранов, представляет собой анклав небольших участков и домов на одну семью.
- Каньон Банди — здесь располагается Колледж Маунт-Сент-Мэри и аварийный вход в Центр Гетти.
- Крествуд-Хиллз включает в себя кластер охраняемых, архитектурно значимых современных резиденций, расположенных в северной части каньона Кентер.
- Мандевилльский каньон — самая западная часть Брентвуда, к северу от Сансета, простирается примерно на три мили к северу и является самой длинной тупиковой улицей в городе Лос-Анджелесе.
- Салливан-Каньон — в основном конный район с частным кольцом для верховой езды.
- Поля для игры в поло расположены между средней школой Пола Ревира и задней частью клуба Riviera Gold Club.
- Брентвуд-парк включает большие поместья, расположенные в зоне, граничащей с Окмонтом, Сан-Висенте, Алленфордом и Клиффвуд-драйв.
- Брентвуд-террас расположен между Брентвуд-кантри-мартом и Брентвуд-кантри-клубом.

Каждый район представлен отдельной ассоциацией домовладельцев.

## Досуг
В Брентвудском центре отдыха Баррингтон находится крытый тренажерный зал, вместимостью 250 человек. На открытом воздухе есть освещенный бейсбольный стадион, неосвещенный бейсбольный стадион, освещенные крытые баскетбольные площадки, освещенные открытые баскетбольные площадки, детская игровая площадка, столы для пикника и освещенные теннисные корты.
По состоянию на март 2018 года Баррингтон-парк получил оценку "D" от департамента парков и рек Лос-Анджелеса из-за его плохих условий; после расследования общественный совет Брентвуда обнаружил недостающие средства в размере 1,1 миллиона долларов, которые должны были быть использованы для капитального ремонта парка, и успешно провел борьбу с городом за их возвращение. С помощью этих средств сообщество работало над улучшением парка. Собачий парк Баррингтона находится через дорогу от центра отдыха и является частью парка Ветеранов Баррингтона, который принадлежит западному Лос-Анджелесу и сдается ему в аренду.

## Образование
К 2000 году семьдесят процентов жителей Брентвуда в возрасте 25 лет и старше получили диплом, что является высоким показателем для города и округа. Процент жителей в этом возрастном диапазоне со степенью бакалавра или выше считался высоким для округа.

## Резиденты
- Джеймс Арнесс
- Мэрилин Монро
- Беатрис Артур
- Dr. Dre
- Том Брэди
- Эндрю Брайтбарт
- Жизель Бюндхен
- Джоан Кроуфорд
- Моника Левински
- Лиа Мишель
- Владимир Марков
- Арнольд Шварценеггер
- Риз Уизерспун